# 浦口区
浦口区（ほこう-く）は中華人民共和国江蘇省南京市に位置する市轄区。国家高新技術産業開発区に指定されている。

## 地理
浦口区は南部を長江が、北部を滁河が流れる。南京中心部とは長江を挟んだ反対側で、南京長江大橋が開通するまでは華中や華北から南京や上海へ向かう鉄道は浦口どまりであり、鉄道とフェリーを乗り換える交通の要所であった。現在も長江の主要港の一つである浦口港がある。

## 歴史
2002年に旧浦口区と旧江浦県が合併して成立した。

## 行政区画
- 街道10個、度假区1個を管轄する[1]。

| 番号 | 街道名   | 番号 | 街道名           |
| ---- | -------- | ---- | ---------------- |
| 01   | 泰山街道 | 07   | 盤城街道         |
| 02   | 頂山街道 | 08   | 星甸街道         |
| 03   | 沿江街道 | 09   | 永寧街道         |
| 04   | 江浦街道 | 10   | 橋林街道         |
| 05   | 橋林街道 | 11   | 珍珠泉旅遊度假区 |
| 06   | 湯泉街道 |      |                  |